# Anne Barnardová
Lady Anne Barnardová (12. prosince 1750 – 6. května 1825), rozená Anne Lindsay, byla skotská básnířka a spisovatelka. Několik let svého života strávila se svým manželem v tehdejší kolonii Mys dobré naděje; její dopisy odtamtud, záznamy z jejích deníků a skici se staly důležitým pramenem informací o sociálním životě v této kolonii (byly vydány roku 1901).
Anne Barnardová je též autorkou balady Auld Robin Gray (Starý Robin Gray); text z roku 1772 napsala k hudbě reverenda Williama Leevese, jak tento později (1812) přiznal, publikován byl však anonymně; Anna Barnardová sama své autorství podotkla pouze v jednom dopise siru Walteru Scottovi, který pak baladu vydal jako její.